# Скулптура барока
У Бароку се скулптуре одликују бујном волуменозношћу тела и узнемиреним драперијама, покренутошћу и снагом израженом у композицији, те дубоком моделацијом због чега се појављују снажни контрасти светлости и сенке (у дубоким рељефним обрадана композиције). Таква вајарска дела као да бујају на свим могућим местима – у унутрашњости грађевина, у црквама, по степеништима и дворанама палата и двораца, и споља, избијајући уз портале, подмећући леђа под балконе, те врве по крововима, израњају из фонтана, а свуда су у перивојима, или као бројни јавни споменици на трговима градова. По тематици, вајарство најчешће обухвата хришћанске теме и ликове, затим митолошке ликове и групе, а честе су портретске скулптуре и надгробне скулптуре. 

## Главни представници барокне скулптуре су
Италија
- Ђанлорензо Бернини, (Gianlorenzo Bernini)
- С. Модерно, (S. Moderno)
- Франчесло Боромини, (Francesco Borromini)
- А. Алгарди; (A. Algardi)

Француска
- П. Пужет, (P. Puget)
- Жан Батист Пигале, (Jean Battiste Pigalle)
- Е. М. Жирардон; (E. M. Girardon)

Фландрија и Холандија
- Х. Де Кеисер, (H. De Keyser)
- А. Куелинус; (A. Quellinus)

Аустрија и Немачка
- Ј. Р. Донер, (J. R. Donner)
- А. Шлитер. (A. Schlüter)

## Италијанско вајарство
Свакако највећи вајар барока је Ђанлорензо Бернини; Његове скулптуре су најближи хеленистичком мајсторству античких Грка, чак ближи од Микеланђелових скулптура. У поређењу са Микеланђеловим, његов Давид је много динамичнији и практично нам дочарава присутност непријатеља – Голијата. Ова скулптура је набијена енергијом, дотад невиђеном у вајарству и уједно је прототип барокне скулптуре. Бернини је био упознат с ренесансним хуманизмом и теоријом, па у његовим скулптурама велику важност има гест и експресија емоција.
Барокна скулптура је у саодносу с простором око ње, динамична и пуна енергије у комбинацији са сликарством ствара илузију као ону на позорници. То се можда понајбоље види из другог Бернинијевог ремек-дела – Екстаза Св. Терезе у Цркви Св. Марије од победе у Риму. Бернини постиже осјећај верског усхићења и бола на лицу Св. Терезе и њеном пренабораном хаљином, уз очиту везу са божанским приказано њежним анђелом са стрелом и снопом златних линија које се спуштају са свода. Овај театрални приказ је појачан илузионистичком фреском која се меша са архитектуром изнад олтара.
У овим театралним делима, површина зида је третирана као једна површина на којој су фреске сликане јаким контрастом светла и сенке и просипају је из оквира архитектуре и спајају с истинским тродимензионалним скулптурама. Крајњи израз барокног илузионизма постиже се на своду прве исусовачке цркве у Риму, познате као Ил Џезу. Заједничка карактеристика тих скулптура је њихова надмоћ над архитектуром која одлази потпуно у други план. То је најочитије на пребогатој фонтани Ди Треви у Риму.

## Европски стил
Бернини портретира француског краља Луја XIV, али бива одбијен од француског двора, што ипак неће спречити његов огроман утицај на француску скулптуру. То је најочитије на бројним скулптурама Версаја и у делима француских вајара Коисевокса и Пужета.

Барок је први стил који прелази Атлантик, те обухвата готово цели глобус и појављује се на свим континентима. Нпр. огромне барокне цркве и манастире, те палате и утврђења у Мексику или Бразилу. Па чак и у државама Европе које су гајиле традицију византијске уметности јављају се велики домети барока. Петар Велики који је отворио Русију западу чак гради цели један барокни град по узору на западноевропске престолнице – Петроград, а царица Катарина II Велика је тамо подигла један од највеличанственијих коњаничких споменика, који приказује управо Петра Великог на пропетом коњу на стрмом постољу попут стене.